# 三明学院
26°11′56″N 117°33′54″E / 26.1987795762°N 117.5648976281°E
三明学院，简称三大，是中华人民共和国的一所全日制本科公办省属普通高等学校，位于福建省三明市。

## 历史
该校的历史可以追溯至1903年，当时，陈宝琛于福州乌石山创办全闽师范学堂；1936年7月，与福州、建瓯等地的师范学校合并为福建省立师范学校。1938年3月，福建省立师范学校内迁至永安县；1942年，更名为省立永安师范学校；中华人民共和国成立后由福建省人民政府接管，定名为永安师范学校。文化大革命期间该校一度中断办学。1971年11月，福建省革命委员会决定在原永安师范学校的基础上建立三明地区师范学校，后更名为三明师范学校。1977年秋，三明师范学校大专班创办。1983年12月，三明师范专科学校在三明师范学校大专班的基础上建立，后更名为三明师范高等专科学校。1983年7月，三明职业大学成立。2000年10月，三明师范高等专科学校、三明职业大学、三明师范学校和三明市教师进修学院合并为三明高等专科学校。2004年5月，经中华人民共和国教育部批准，三明高等专科学校升格为三明学院。2013年10月，该校加入第三批卓越工程师计划高校名单。2017年，三明学院新增为福建省首批深化创新创业教育改革示范校，2018年，成为福建省2018-2020年硕士学位授予培育单位立项建设单位。

## 院系与专业设置

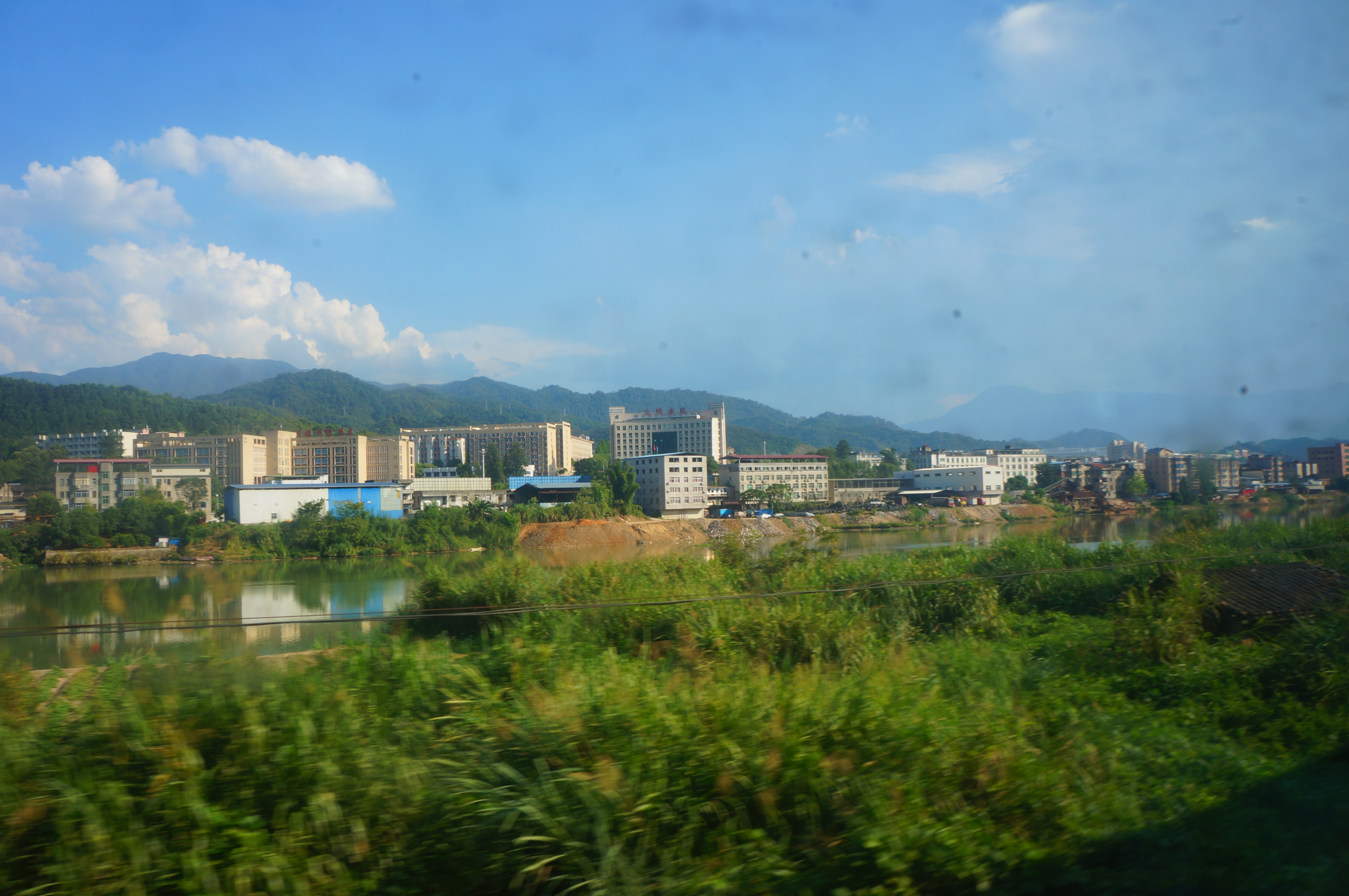
三明学院

2021年，三明学院设有13个二级学院，46个本科专业。
学校现有教职工1219人，其中专任教师890人。共有双聘院士1人，国家级人才4人次，省级高层次人才74人。省级人才中，省级ABC类人才34人，省引进生27人，省百千万人选3人，闽江学者15人，台湾高层次人才“百人计划”2人，省引进台湾高层次人才1人，省高校新世纪优秀人才计划14人次，省高校杰出青年科研人才培育计划12人次。